# Bhatkal

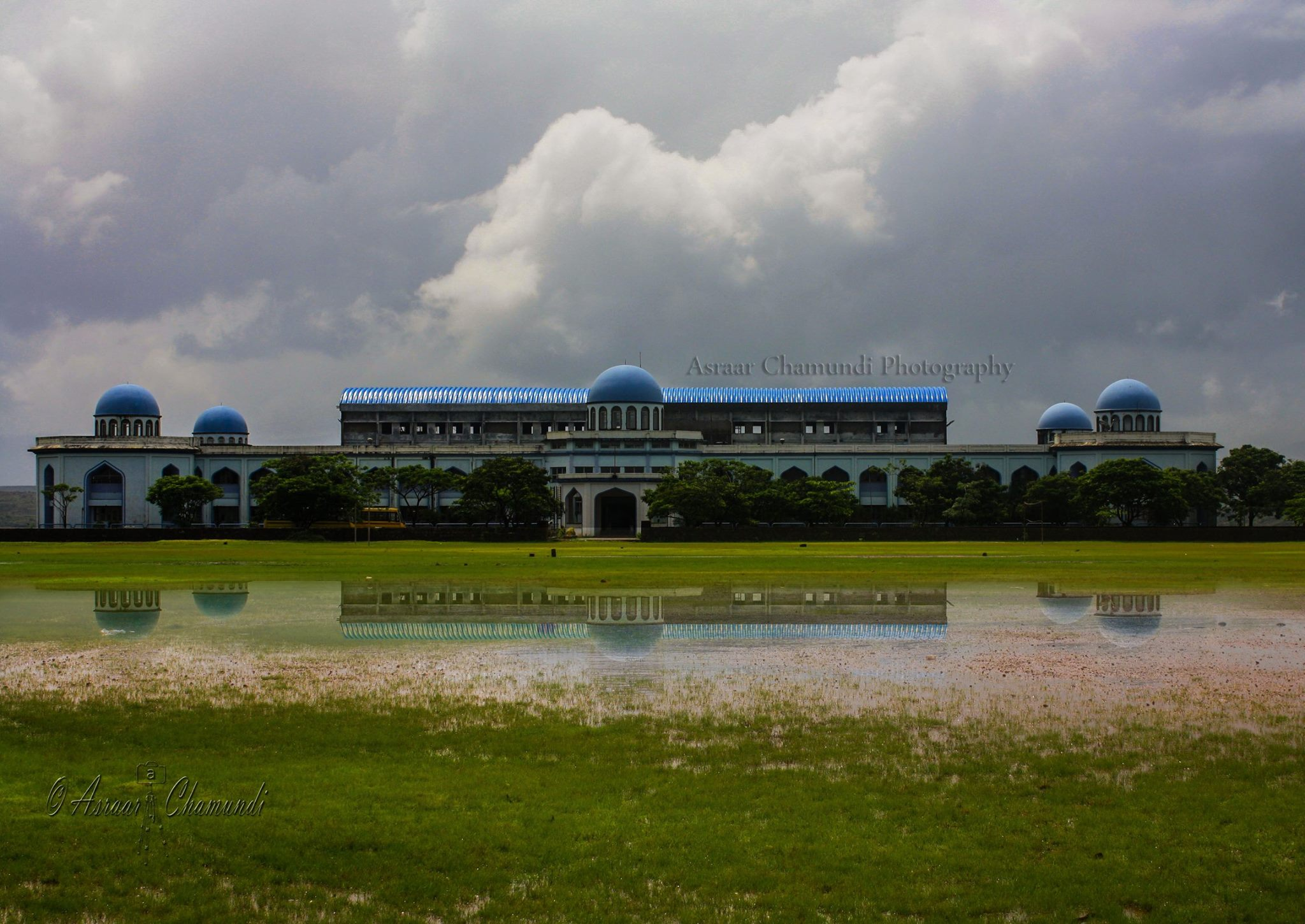
Institut de technologie et de gestion Anjuman, Bhatkal

Bhatkal est une ville de l'État du Karnataka en Inde située dans le district de Uttara Kannada.

## Géographie
Bhatkal est située, sur la Mer des Laquedives, sur la NH17 reliant Bombay et Cochin. Elle est par la ligne ferroviaire du Konkan en lien avec Bombay.

## Économie
Elle est tournée vers la mer, pêche, commerce et le tourisme.

## Histoire
Partie de l'Empire Chola au IXe et Xe siècle, elle était incluse dans l'Empire Hoysala entre 1291 et 1343
puis de l'Empire Vijayanagara avant de passer sous le contrôle du roi Jain de Hadoualli.
Après l'influence portugaise, elle passe aux mains de Hyder Ali puis de Tipu Sahib avant d'être contrôlée par l'Empire britannique.

## Lieux et monuments
- Le  temple de Solesvara , construit par les Chola au Xe siècle,
- Les  temples de Murudeshwara ,
- Ses plages,
- Les  chutes de Jog .